# Gerard Presencer
Gerard Presencer (Watford, 12 september 1972) is een Britse jazztrompettist en -bugelist.

## Biografie
Presencer was een muzikaal wonder. Hoewel hij zich pas op 9-jarige leeftijd tot de trompet wendde, werd hij op 11-jarige leeftijd het jongste lid van het National Youth Jazz Orchestra, waarin hij bijna vijf jaar werd opgeleid. Daarna speelde hij in de band van Clark Tracey, in het Pizza Expres Modern Jazz-sextet en in de bands van Stan Tracey. Hij werkte vervolgens met Peter King, John Dankworth, Julian Joseph, Ronnie Scott, Cleo Laine, Tim Garland en Jason Rebello en met internationale muzikanten als Johnny Griffin, Phil Woods, Joe Sample, Niels-Henning Ørsted Pedersen, Roy Hargrove, Red Rodney, Herbie Hancock, Chick Corea en Bob Berg. In 1993 was hij ook betrokken als solist bij Us3s Cantaloop (het meest verkochte stuk van Blue Note Records). Hij bracht drie albums uit onder zijn eigen naam. Sinds 1991 is hij lid van het tentet van Charlie Watts, waarmee hij vier albums heeft opgenomen.
Hij is sinds 2010 lid van de DR Big Band en woont in Kopenhagen.  Als studiomuzikant nam hij ook op met Sting, Jamiroquai, Zero 7, James Brown, Ray Charles, Robbie Williams, Kylie Minogue, Joni Mitchell, The Spice Girls, Paul Weller, Tina Turner, Incognito, Kula Shaker en de Pet Shop Boys. Hij componeert ook voor de filmindustrie. 
Presencer werkt als jazzpedagoog en heeft lesgegeven aan de Guildhall School of Music, Leeds College of Music, Thames Valley University en de Trinity School of Music. In 1999 werd hij benoemd tot professor voor trompet aan de Hanns Eisler University of Music in Berlijn. Van 1999 tot 2010 was hij ook hoofd van de jazzafdeling van de Royal Academy of Music.

## Discografie
- 1998: Platypus (Linn Records)
- 2000: The Optimist (Linn Records)
- 2002: Chasing Reality (ACT, met Geoffrey Keezer, Tommy Wadlow, Joe Locke, Adam Goldsmith, John Parricelli, Jeremy Brown, Chris Dagley)